# Frassinelle Polesine
Frassinelle Polesine (Frasinełe in veneto) è un comune italiano di 1 319 abitanti della provincia di Rovigo in Veneto.

## Monumenti e luoghi d'interesse

### Architetture religiose
Per la Chiesa cattolica il territorio è amministrativamente diviso in due parrocchie, entrambe parte del vicariato di Crespino-Polesella, a sua volta divisione amministrativa della diocesi di Adria-Rovigo.
- Chiesa di Santa Maria Assunta (XX secolo). Chiesa parrocchiale di Frassinelle Polesine.
- Chiesa di San Bartolomeo Apostolo (XX secolo). Chiesa parrocchiale della frazione Chiesa, ricostruita in stile neoromanico negli anni cinquanta e consacrata nel 1955 dopo che la precedente, risalente al XV secolo, era stata gravemente danneggiata durante l'alluvione del Polesine del novembre 1951.
- Oratorio di San Lorenzo, già San Francesco (XVI secolo), e relativo sacrario dedicato alle 84 vittime del "camion della morte" durante l'alluvione del Polesine del novembre 1951. Sito in località Passo fu più volte restaurato e ristrutturato fino a perdere il suo originario aspetto.
- Oratorio di Santa Maria Assunta (XVI secolo). Oratorio annesso al complesso rurale di Ca' Pesaro costruito su richiesta del patrizio veneziano Leonardo Pesaro al neonominato Vescovo di Adria Giovanni Soffietti nel 1733.
- Oratorio di Santa Teresa del Bambin Gesù (XX secolo). Oratorio-chiesa sito in frazione Caporumiatti, dedicato a Santa Teresa di Lisieux costruito su iniziativa delle famiglie locali negli anni trenta.
- Sacello alla Madonna del Montegrappa (XX secolo). Sacello dedicato ai caduti della prima guerra mondiale.

### Architetture civili
- Ca' Pesaro, ora Mioni (XVI secolo). Complesso rurale comprendente casa padronale, oratorio e rustico su nove arcate di difficile datazione per le successive ristrutturazioni. Fu proprietà delle famiglie Dolfin e poi Pesaro fino all'inizio del XIX secolo, acquistato quindi dai Gradenigo, passato in seguito, nei primi anni del XX secolo, ai Conti Nani Mocenigo ed infine ai Mioni.
- Palazzo municipale (XIX secolo). Edificio affacciato su Piazza del Popolo, ristrutturato ed ampliato più volte fino a raggiungere l'aspetto odierno, sede municipale.
- Casa del Popolo (XX secolo). Edificato tra il 1925 ed il 1930 su iniziativa dei cittadini fu sede del Partito Nazionale Fascista fino alla caduta del regime ed utilizzato anche come teatro, cinema e sala da ballo. Dopo un restauro conservativo nel corso del 2011 è stato riaperto al pubblico.
- Monumento di Virgilio Milani dedicato al disastro delle 84 vittime durante l'alluvione del Po nel 1951 denominato "Camion della morte" in località Chiesa.

## Società

### Evoluzione demografica
Abitanti censiti

## Amministrazione
| Periodo | Periodo   | Primo cittadino   | Partito                           | Carica  | Note |
| ------- | --------- | ----------------- | --------------------------------- | ------- | ---- |
| 1995    | 1999      | Catia Malaman     | Lista Civica                      | Sindaco |      |
| 1999    | 2004      | Catia Malaman     | Lista Civica                      | Sindaco |      |
| 2004    | 2009      | Ennio Pasqualin   | Lista Civica (Centro-sinistra)    | Sindaco |      |
| 2009    | 2014      | Ennio Pasqualin   | Lista Civica (Centro-sinistra)    | Sindaco |      |
| 2014    | 2019      | Ennio Pasqualin   | Lista Civica "Rinascere insieme"  | Sindaco |      |
| 2019    | in carica | Renzo Calzavarini | Lista Civica "Progetto Evolutivo" | Sindaco |      |

## Sport

### Calcio
La principale squadra di calcio della città è l'U.S. Frassinelle 1931, istituita nel 1931, che milita nel girone H di Seconda Categoria, da qualche tempo affiancata dall'A.S.D. Frassinelle Women, club interamente femminile che nella stagione 2023-2024 disputa il campionato di Eccellenza.

### Rugby
Frassinelle è uno dei pochi comuni della provincia ad avere una società di Rugby con una squadra che milita nel campionato di serie C, ed un settore giovanile composto da un centinaio di ragazzi.